# Франку, Андре
Андре Фелипе Руссо Франку (порт. André Filipe Russo Franco; род. 12 апреля 1998, Лиссабон) — португальский футболист, полузащитник клуба «Порту».

## Клубная карьера
Франку — воспитанник клубов лиссабонского «Спортинг» и «Белененсеш». В 2018 году игрок подписал контракт с «Эшторил-Прая». 18 августа в матче против «Фаренсе» он дебютировал в Сегунда лиге. 18 января 2020 года в поединке против «Академика Коимбра» Андре забил свой первый гол за «Эшторил-Прая». В 2021 году игрок помог клубу выйти в элиту. 7 августа в матче против «Ароки» он дебютировал в Сангриш лиге. Летом 2022 года Франку перешёл в «Порту», подписав контракт на 5 лет. Сумма трансфера составила 4 млн. евро. 28 августа в матче против «Риу Аве» он дебютировал за новую команду. 10 сентября в поединке против «Шавиша» Андре забил свой первый гол за «Порту». 